# Ulrich Baßeler
Ulrich Baßeler (* 8. Mai 1943 in Leer) ist ein deutscher Wirtschaftswissenschaftler und Professor a. D. für Volkswirtschaftslehre an der Freien Universität Berlin.

## Leben
Ulrich Baßeler wurde 1943 in Leer geboren. Er promovierte 1970 an der Universität Kiel zum Dr. sc. pol. Bis 1975 blieb er dort und arbeitete als Lehrassistent. Anschließend nahm er die Berufung auf eine Stelle als Professor an der Pädagogischen Hochschule Berlin an und lehrte dort bis 1980. In diesem Jahr wechselte er als ordentlicher Professor für Volkswirtschaftslehre an die Freie Universität Berlin und blieb dort bis zu seiner Emeritierung. Er forschte insbesondere zu den Fachgebieten Volkswirtschaftslehre und Wirtschaftstheorie.
Baßeler war Mitunterzeichner des eurokritischen Manifests Die währungspolitischen Beschlüsse von Maastricht: Eine Gefahr für Europa (1992).

## Schriften (Auswahl)
- Finanzierungsrechnung und volkswirtschaftliche Gesamtrechnung.  Mohr (Siebeck), Tübingen 1971
- mit Jürgen Heinrich und Walter Koch: Grundlagen und Probleme der Volkswirtschaft: Lehrgrundlage für Studium und Weiterbildung mit einer einführenden Information und Arbeitsaufgaben   Bachem, Köln 1978 (Inzwischen in 19. Auflage, verlegt von Schäffer-Poeschel)
- mit Jürgen Heinrich: Wirtschaftssysteme: kapitalistische Marktwirtschaft und sozialistische Zentralplanwirtschaft.  Physica-Verlag, Wien 1984
- mit Jürgen Heinrich und Walter Koch: Übungsbuch zu Grundlagen und Probleme der Volkswirtschaft. Wirtschaftsverlag Bachem, Köln 1992